# IC 2458
IC 2458 (auch NGC 2820A) ist eine irreguläre Zwerggalaxie vom Hubble-Typ dIrr im Sternbild Ursa Major am Nordsternhimmel. Sie ist schätzungsweise 72 Millionen Lichtjahre von der Milchstraße entfernt und hat einen Durchmesser von etwa 10.000 Lichtjahren. Gemeinsam mit NGC 2805, NGC 2814 und NGC 2820 bildet sie das interaktive Galaxienquartett Holm 124.
Die Typ-II-Supernova SN 1998bm wurde hier beobachtet.
Das Objekt wurde a. 14. März 1899 von Guillaume Bigourdan entdeckt.